# Vera Singer
Vera Singer, née Vera Adler (Berlin, 14 mars 1927 - Berlin, 27 novembre 2017) est une peintre et graphiste allemande de la RDA. 

## Exil, engagement, formation
Après une enfance berlinoise, elle suit sa famille lorsque celle-ci doit fuir l'Allemagne en 1938, via Prague, vers la France, puis la Suisse. Formée par le typographe et peintre hongrois Imre Reiner en 1942 à Lugano, elle intègre en 1943 l'Ecole d'art de Zurich (Kunstgewerbeschule), notamment les ateliers de Max Gubler et de Johannes Itten. Elle entre en contact avec les opposants au nazisme réfugiés en Suisse et rejoint le mouvement "Freies Deutschland", proche du parti communiste allemand (KPD). Elle y rencontre le résistant Hans Singer (de), membre du KPD, qu'elle épouse en 1946 peu après leur retour en Allemagne. A Munich, entre 1946 et 1948, elle suit les cours de Hans Gött et de Toni Stadler aux Beaux-Arts, puis le couple part s'installer dans la zone soviétique de Berlin en 1948. Elle continue sa formation à l'école d'art de Berlin-Weissensee, auprès de Ernst Vogenauer, Herbert Behrens-Hangeler et Arno Mohr, puis rejoint l'Académie des arts (Akademie der Künste) fondée par Max Lingner. En 1954, elle devient membre du VBK (Verband Bildender Künstler) de la République Démocratique Allemande. 

## Œuvre
Dans les années 1950, en collaboration avec le peintre Gerhard Moll, elle réalise plusieurs fresques murales dans des entreprises et des écoles. Dans le même temps, elle enseigne dans une école d'arts appliqués. En 1963, elle suit son mari à Schkopau, près de Halle, où elle consacre l'essentiel de son œuvre à la représentation du travail et des travailleurs de l'usine de chimie Buna. De retour à Berlin après le décès de son mari en 1979, elle travaille notamment avec des danseurs. Elle garde des contacts avec la France, liée notamment au peintre André Fougeron.
La disparition de la RDA signe pour elle la fin d'une identité. Si elle n'arrête ni l'engagement, ni la peinture après ce qu'elle nomme elle-même "Epilogue" (1990), elle abandonne l'huile pour la tempera, l'aquarelle et le fusain (changement de technique que rend aussi nécessaire la perte de son atelier) : le travail sur la transparence et le flou exprime un monde redevenu incertain. 
Marquée par l'expressionnisme allemand (en particulier Max Beckmann, dont elle admire l'art de la composition), mais aussi par l'esprit du Bauhaus, qui accompagne toute sa formation, elle pense que l'art doit agir sur son époque. Peintre du quotidien, elle pratique avec prédilection le portrait, solitaire ou en groupe, avec pose ou saisi à la volée dans les lieux et les transports publics.  